# Аль-Фейсали (футбольный клуб, Харма)
«Аль-Фейсали» — саудовский футбольный клуб из города Харма, выступающий в Саудовской Премьер-лиге. Основан в 1954 году.

## История
В сезоне 2001/02 «Аль-Фейсали» оказался на последнем восьмом месте во Втором дивизионе, третьем уровне в системе футбольных лиг Саудовской Аравии. Однако уже в следующем чемпионате клуб уверенно занял в лиге первое место, потерпев лишь одно поражение, и вышел в Первый дивизион. Спустя три года команда стала там второй и впервые в своей истории добилась выхода в Саудовскую лигу.
5 сентября 2006 года «Аль-Фейсали» провёл свой первый матч в главной саудовской лиге, уступив в гостях «Аль-Шабабу» со счётом 1:2. А свою первую победу на высшем уровне команда одержала в конце того же месяца, в гостях переиграв «Аль-Кадисию» с результатом 3:1 в свою пользу. По итогам 
чемпионата 2006/07 команда вылетела обратно в Первый дивизион, при этом за тур до конца она находилась вне зоны вылета.
На возвращение в элиту саудовского футбола «Аль-Фейсали» понадобилось три года, в 2010 году он победил в Первом дивизионе, оформив тем самым путёвку в Про-лигу. В чемпионате 2010/11 команда под руководством хорватского тренера Златко Далича играла роль крепкого середняка лиги, заняв в итоге седьмое место. На протяжении последующих пяти сезонов «Аль-Фейсали» также пребывал преимущественно в середине турнирной таблицы, лишь изредка вовлекаясь в борьбу за выживание.

## История выступлений
| Сезон   | Дивизион        | Место | Кубок      |
| ------- | --------------- | ----- | ---------- |
| 2001/02 | 2-й дивизион    | 8-е   |            |
| 2002/03 | 2-й дивизион    | 1-е   |            |
| 2003/04 | 1-й дивизион    | 11-е  |            |
| 2004/05 | 1-й дивизион    | 7-е   |            |
| 2005/06 | 1-й дивизион    | 2-е   |            |
| 2006/07 | Саудовская лига | 11-е  |            |
| 2007/08 | 1-й дивизион    | 8-е   |            |
| 2008/09 | 1-й дивизион    | 3-е   |            |
| 2009/10 | 1-й дивизион    | 1-е   |            |
| 2010/11 | Про-лига        | 7-е   |            |
| 2011/12 | Про-лига        | 8-е   |            |
| 2012/13 | Про-лига        |       |            |
| 2020/21 | Про-лига        |       | победитель |